# Kanegasaki (Iwate)
Kanegasaki (jap. 金ケ崎町, -chō) ist eine Stadt im Landkreis Isawa in der Präfektur Iwate auf Honshū, der Hauptinsel von Japan. Am  1. Oktober 2018 lebten 15.483 Einwohner auf einer Fläche von 179,76 km². Durch Takizawa fließt der 249 km lange Kitakami.
Seit 2001 ist Kanegasaki Partnerstadt zur thüringischen Stadt Leinefelde-Worbis.

## Söhne und Töchter
- Hōko Kuwashima (* 1975), Synchronsprecherin (Seiyū)

## Weblinks

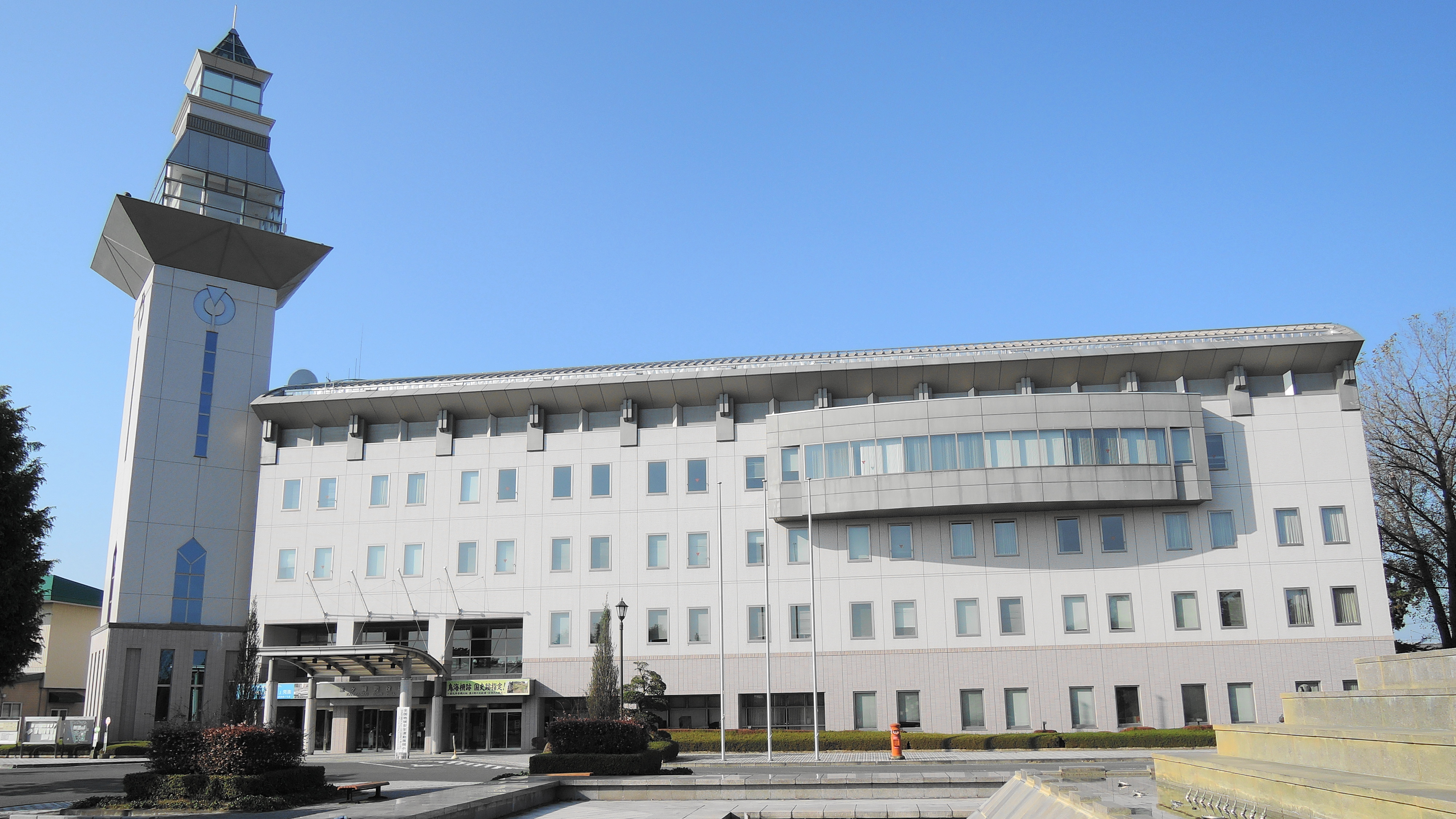
Rathaus von Kanegasaki, Präfektur Iwate, Japan